# Acanthocinus pusillus
Acanthocinus pusillus là một loài bọ cánh cứng trong họ Cerambycidae.